# Wotan Wilke Möhring
Pour les articles homonymes, voir Möhring.
Wotan Wilke Möhring est un acteur allemand, né le 23 mai 1967 à Detmold.

## Filmographie
- 1998 : Enquête personnelle (Gehetzt - Der Tod im Sucher) (TV)
- 1998 : Die Bubi Scholz Story (TV)
- 1999 : Bang Boom Bang - Ein todsicheres Ding : Fußballspieler / Kellerbar
- 1999 : Zoe : Ted
- 1999 : St. Pauli Nacht
- 2000 : 8 Grad Celsius : Mark
- 2000 : Hat er Arbeit? (TV) : Karl Hansen
- 2000 : Otto – Der Katastrofenfilm : Brock
- 2000 : Kaffee und Kippen (TV) : Bob
- 2000 : Rillenfieber : Rille
- 2000 : Die Unbesiegbaren (TV)
- 2000 : Auf eigene Gefahr (série TV) : Richie
- 2001 : L'Expérience (Das Experiment) : Joe - Häftling Nr. 69 / Prisoner #69
- 2001 : Allô pizza (Lammbock) : Frank
- 2001 : Julietta : Castor
- 2001 : Schluss mit lustig! (TV) : Moritz
- 2001 : Die Großstadt-Sheriffs (TV) : Schwarz
- 2002 : Himmelreich auf Erden (TV) : Roland
- 2002 : La Mer
- 2002 : Double imposture (Liebe und Verrat) (TV) : Benno Deukert
- 2002 : Die Hoffnung stirbt zuletzt (TV) : Jens
- 2002 : L'Été d'Olga (Olgas Sommer)
- 2003 : Königskinder (TV)
- 2003 : Anatomie 2 : Gregor
- 2003 : Eierdiebe : Martin Schwarz
- 2003 : Echte Männer? (TV) : Mike Krieger
- 2003 : Tage des Sturms (TV) : Hartmut Brücken
- 2004 : Zwischen Liebe und Tod (TV)
- 2004 : Die Rückkehr des Vaters (TV) : Paul Trautner
- 2004 : Conseil de discipline (Die Konferenz) (TV) : Karsten Graf
- 2004 : Cowgirl : Max
- 2005 : Die Abstauber - Herrenjahre sind keine Lehrjahre (série TV) : Sebastian Halt
- 2005 : Küss mich, Hexe! (TV) : Harry Tänzel
- 2005 : Antibodies (Antikörper) : Michael Martens
- 2005 : Almost Heaven (de) : Carlo Schuster
- 2005 : Der Schatz der weissen Falken : Jan (35)
- 2005 : Passion aveugle (Blindes Vertrauen) (TV) : Ferdinand
- 2005 : Heimliche Liebe - Der Schüler und die Postbotin (TV) : Peter Wörner
- 2006 : Goldene Zeiten : Ingo Schmitz
- 2006 : Mord auf Rezept (TV) : Noah Becker
- 2006 : Freundinnen fürs Leben (TV) : Meier
- 2006 : Die Unbeugsamen (TV) : Max Anders
- 2006 : 3 Engel auf der Chefetage (TV) : Paul
- 2006 : Nichts als Gespenster : Jonas
- 2006 : Bettis Bescherung (TV) : Fabian
- 2007 : Video Kings : Horst
- 2007 : L'Un contre l'autre (Gegenüber) : Michael Gleiwitz
- 2007 : Copacabana (TV) : Harald
- 2009 : Pandorum de Christian Alvart : le père
- 2009 : Soul Kitchen de Fatih Akin
- 2010 : Il était une fois un meurtre de Baran bo Odar
- 2011 : Homevideo de Kilian Riedhof (TV) : Claas Moormann
- 2012 : Vivre, c'est pas pour les lâches (Das Leben ist nichts für Feiglinge) : Markus
- 2014 : Who Am I: Kein System ist sicher de Baran bo Odar : Stephan
- 2015 : Un mouton nommé Elvis (Kleine Ziege, sturer Bock) de  Johannes Fabrick : Jakob

## Distinctions
- Prix du meilleur acteur dans un téléfilm, lors des German Television Awards en 2002 pour Hat er Arbeit? et Double imposture.
- Prix du meilleur acteur, lors du Festival du film espagnol de Málaga en 2005 pour Antibodies.